# Wilczek krótkouchy
Wilczek krótkouchy (Atelocynus microtis) – gatunek drapieżnego ssaka z rodziny psowatych, występujący na terenie Amazonii i dorzeczu Orinoko. Przystosował się do życia w podszycie lasu tropikalnego. Zwierzę preferuje bliskość wody, a jego główny pokarm stanowią ryby i drobne ssaki.

## Ewolucja i systematyka
Pomimo jego powierzchownego podobieństwa do pakożera leśnego, wilczek krótkouchy nie wydaje się być blisko powiązany z żadnym z żyjących psowatych (R. Burton, International Wildlife Encyclopedia, 2002). Takson siostrzany w stosunku do Speothos. Jedyny przedstawiciel rodzaju wilczek (Atelocynus). Nie wyróżniono podgatunków.

### Etymologia
- Atelocynus: gr. ατελης atelēs „niekompletny”, od negatywnego przedrostka α- a-; τελειος teleios „idealny, doskonały”[10]; κυων kuōn, κυνος kunos „pies”[11].
- Carcinocyon: gr. καρκινος karkinos „krab”[12]; κυων kuōn, κυνος kunos „pies”.
- microtis: gr. μικρος mikros „mały”[13]; -ωτις -ōtis „-uchy”, od ους ous, ωτος ōtos „ucho”[14].

## Występowanie i środowisko
Gatunek ten preferuje wyłącznie leśne tereny z dala od siedzib ludzkich.
Zamieszkuje zarówno nizinne lasy deszczowe – Selva, czasami lasy mgliste oraz lasy częściowo zalewane przez rzeki w porze deszczowej. Preferuje tereny zasobne w rzeki, gdzie często poluje na różne gatunki ryb.

## Wygląd
Średniej wielkości drapieżnik, o ciemnej i szczeciniastej sierści. Posiada stosunkowo krótkie uszy i dość długi, gęsto owłosiony ogon „zamiatający ziemię”. Zwierzę jako gatunek wybitnie leśny, przystosowany do gęstego podszycia, jest wyposażone w stosunkowo krótkie, silne kończyny. Łapy częściowo złączone błoną pławną, co sugeruje również wodne siedlisko egzystowania.
- Wzrost: 25–30 cm
- Długość głowy i tułowia: 100 cm
- Długość ogona: 35 cm
- Waga: 9–10 kg

## Pożywienie
Ten dziki pies jest głównie mięsożercą. Badania prowadzone w parku narodowym Cocha Cashu w Peru wykazały taki procentowy udział pożywienia: ryby 28%, owady 17%, małe ssaki 13%, różne owoce 10%, kraby 10%, ptaki 10%, żaby 4%, gady 3%.

## Rozród i zachowanie
Gatunek ten prezentuje kilka charakterystycznych, ciekawych cech. W przeciwieństwie do wszystkich psowatych i wielu inny ssaków samice tego gatunku są o prawie 1/3 większe od samców. Zwierzę preferuje odludne, leśne tereny, gdzie może prowadzić również dzienny tryb życia. Obserwacje gatunku zostały poczynione w niewoli ze względu na to, że zwierzę unika człowieka w naturalnym środowisku.

## Zagrożenia
Duże zagrożenie dla populacji gatunku stanowią zdziczałe psy, które przenoszą wiele chorób, na które te psy nie są uodpornione np. nosówkę, czy wściekliznę.
Człowiek również przyczynia się do zagłady tego gatunku poprzez niszczenie naturalnych siedlisk.  Poznanie mechanizmów rządzących gatunkiem może w dużym stopniu przyczynić się do jego ocalenia.

## Status
Gatunek mimo szerokiego rozpowszechnienia jest rzadki wzdłuż całego zasięgu występowania. Znajduje się na listach chronionych gatunków w Brazylii i Peru. Zwierzę na liście IUCN jest spisane jako NT, czyli „podwyższonego ryzyka”. Niewiele wiadomo zarówno o jego biologii, jak i zachowaniu, tym bardziej nie poznano jego koewolucji i ekologii.